# Río Piedras (Argentina)
Río Piedras é um município da província de Salta, na Argentina.